# سسنا سایتیشن ماستانگ
سسنا سایتیشن ماستانگ (به انگلیسی: Cessna Citation Mustang) یک هواگرد ساختِ کارخانهٔ سسنا در کشور ایالات متحده آمریکا است که در سال Since 2005 ساخته شد. این هواگرد برای نخستین بار در ۲۳ آوریل ۲۰۰۵ میلادی مورد استفاده قرار گرفت.